# Aldeia das Dez
Aldeia das Dez é uma povoação portuguesa sede da Freguesia de Aldeia das Dez do Município de Oliveira do Hospital, freguesia com 18,69 km² de área e 474 habitantes (censo de 2021), tendo, por isso, uma densidade populacional de 25,4 hab./km².
Aldeia das Dez também é conhecido como Aldeia das Flores, pela tradição dos Aldeões decorarem as suas ruas com lindas e coloridas flores.
Aldeia das Dez é também rica em património oral, ilustrado pela Lenda da Aldeia das Dez.

## Lenda da Aldeia das Dez
A lenda da Aldeia das Dez tem origem na Reconquista da península Ibérica e está ligada ao atual nome da aldeia. Segundo a lenda, durante a Reconquista cristã dez mulheres terão encontrado um tesouro numa caverna situada na encosta do Monte do Colcurinho. De acordo com a tradição oral e alguns documentos que sobreviveram, esse tesouro possuía um valor que ultrapassa o material. Estas mulheres ter-se-ão apercebido da sua importância e, num pacto que persiste até hoje, terão separado entre elas as peças que o compunham e passado-as de geração em geração, mantendo até hoje por desvendar o segredo que encerram.
Quanto ao tesouro, crê-se que dele façam parte moedas Antonini com inscrições cifradas, sendo que uma destas encontrar-se-á cravada na moldura de um quadro que narra esta lenda. Deste quadro pouco mais se sabe, além de ter ressurgido em meados do século XX num antiquário de Oliveira do Hospital, para novamente desaparecer. Terá sido pintado por uma das descendentes das dez mulheres e crê-se que retratando a lenda poderá oferecer uma chave para o seu segredo.

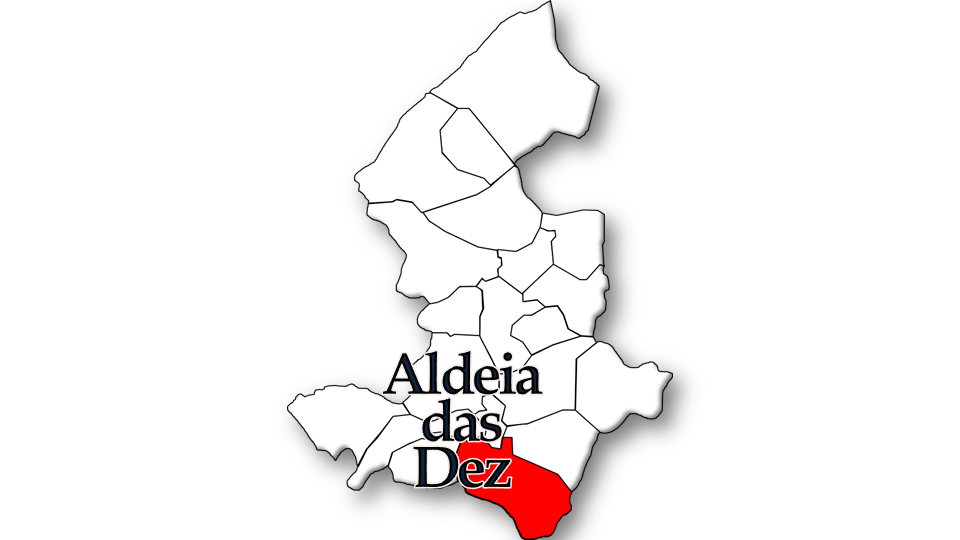
Localização da freguesia no Município de Oliveira do Hospital

## Demografia
A população registada nos censos foi:
| Distribuição da População por Grupos Etários | Distribuição da População por Grupos Etários | Distribuição da População por Grupos Etários | Distribuição da População por Grupos Etários | Distribuição da População por Grupos Etários |
| -------------------------------------------- | -------------------------------------------- | -------------------------------------------- | -------------------------------------------- | -------------------------------------------- |
| Ano                                          | 0-14 Anos                                    | 15-24 Anos                                   | 25-64 Anos                                   | > 65 Anos                                    |
| 2001                                         | 78                                           | 67                                           | 255                                          | 227                                          |
| 2011                                         | 42                                           | 50                                           | 233                                          | 206                                          |
| 2021                                         | 31                                           | 39                                           | 202                                          | 202                                          |

## Património
- Santuário de Nossa Senhora das Preces
- Capela de Nossa Senhora das Necessidades (Monte do Colcurinho)
- Capelas da Senhora das Dores, de Santo Amaro, de S. Paulo, de S. Francisco, de Santa Margarida, de S. Lourenço e de Santa Eufémia
- Cruzeiro
- Solar dos Matos Pereira
- Casas do "S", da Fábrica e dos Tavares
- Ponte das Três Entradas
- Miradouro do Penedo da Saudade
- Pedra Aigra
- Gramaça
- Cipreste monumental
- Alminhas de Aldeia das Dez, destacando-se as que existem ao longo do antigo caminho romano em direção a Aldeia das Dez[5]

## Percursos Pedestres
- Rota Imperial[6]

## Festividades
- Festa da Castanha
- Grandiosos Festejos em Honra de Nossa Senhora das Preces/Romaria das Beiras - Vale de Maceira (1º Domingo de Julho)
- Festas em Honra de Nossa Senhora das Necessidades - Monte do Colcurinho (Domingo do Espírito Santo)